# 1초 (웹툰)
《1초》는 시니가 글을 쓰고 광운이 그리는 대한민국의 웹툰이다. 낱권책은 영컴에서 출간하고 있다. 긴장하면 미래를 보는 주인공 호수가 '소방 학교'에서 동료들과 함께 소방관이 되어서, 여러 사건을 해결하며 이야기가 펼쳐진다. 애니메이션은 2024년 11월 24일부터 2025년 1월 5일까지 EBS 1TV에서 매주 일요일 오전 10시에 방영했다.

## 목소리 출연
- 한신: 호수
- 심규혁: 김원호
- 사문영: 강예린
- 정재헌: 박정석
- 남도형: 정조한
- 서반석: 장병기
- 김단: 곽동철
- 전태열: 백두진
- 곽윤상: 백종탄
- 최한: 신준범
- 엄상현: 박영준
- 홍범기: 김영진
- 정의한: 정해태

## 방영 목록
| 회차      | 소제목                                  | 방송 일자        |
| --------- | --------------------------------------- | ---------------- |
| 1화       | 구하기 위해추락 속의 선택               | 2024년 11월 24일 |
| 2화       | 소방학교 화재 지원특별해지는 순간       | 2024년 12월 1일  |
| 3화       | 한계 돌파 전문 체력 측정작도 소방서 2팀 | 2024년 12월 8일  |
| 4화       | 어둠 속의 첫 출동여섯                   | 2024년 12월 15일 |
| 5화       | 산업 단지 화재반성                      | 2024년 12월 22일 |
| 6화       | 조직이란기적을 향한 질주                | 2024년 12월 29일 |
| 최종화(7) | 외상 후 스트레스 장애집결               | 2025년 1월 5일   |